# Adams County (Colorado)
Adams County je okres ve státě Colorado v USA. K roku 2010 zde žilo 441 603 obyvatel. Správním městem okresu je Brighton. Celková rozloha okresu činí 3 102 km².